# Sophienhöhe (Jena)

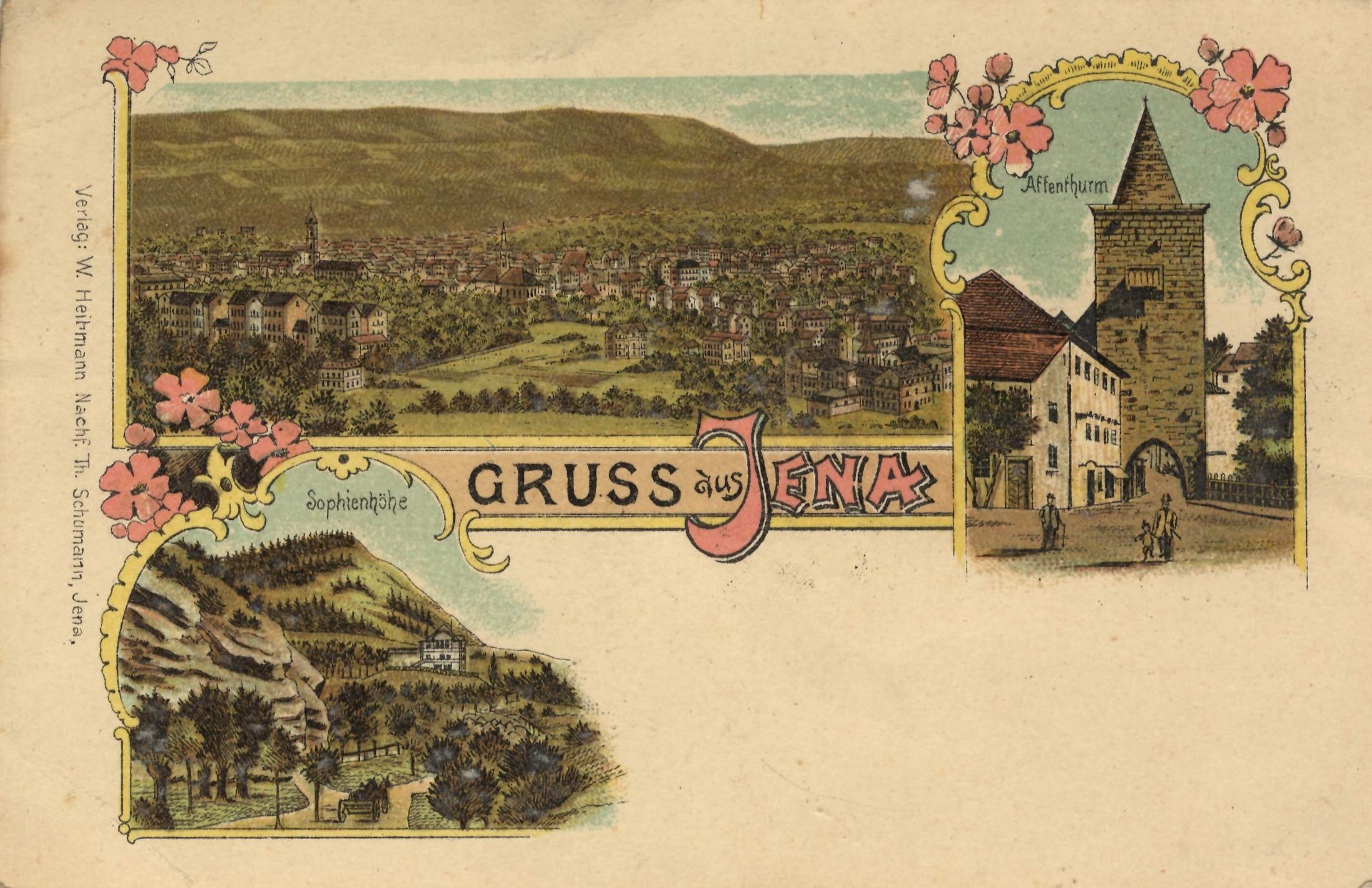
Ansichtskarte Jena und Sophienhöhe um 1900

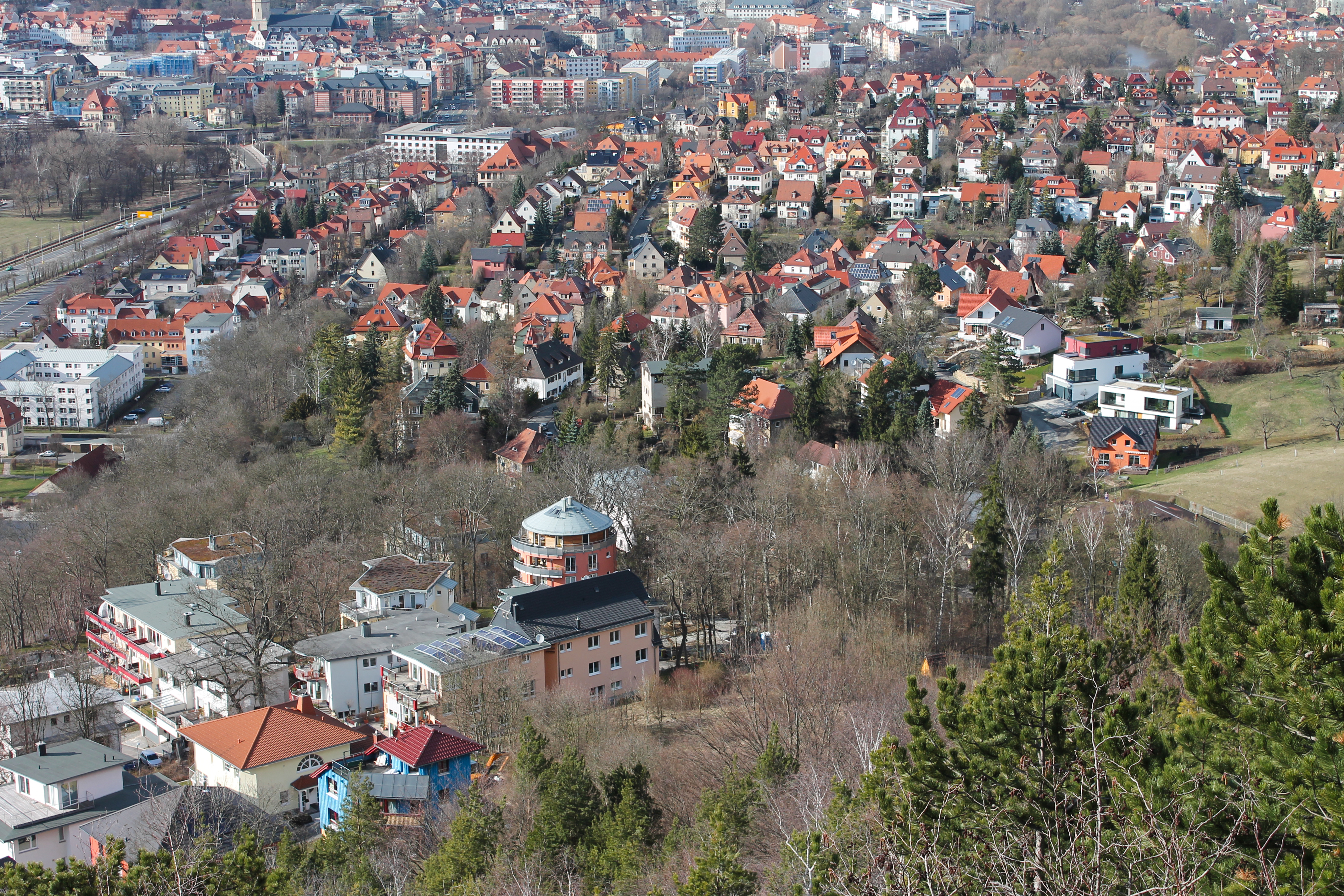
Blick von den Kernbergen zur Sophienhöhe (im Vordergrund)

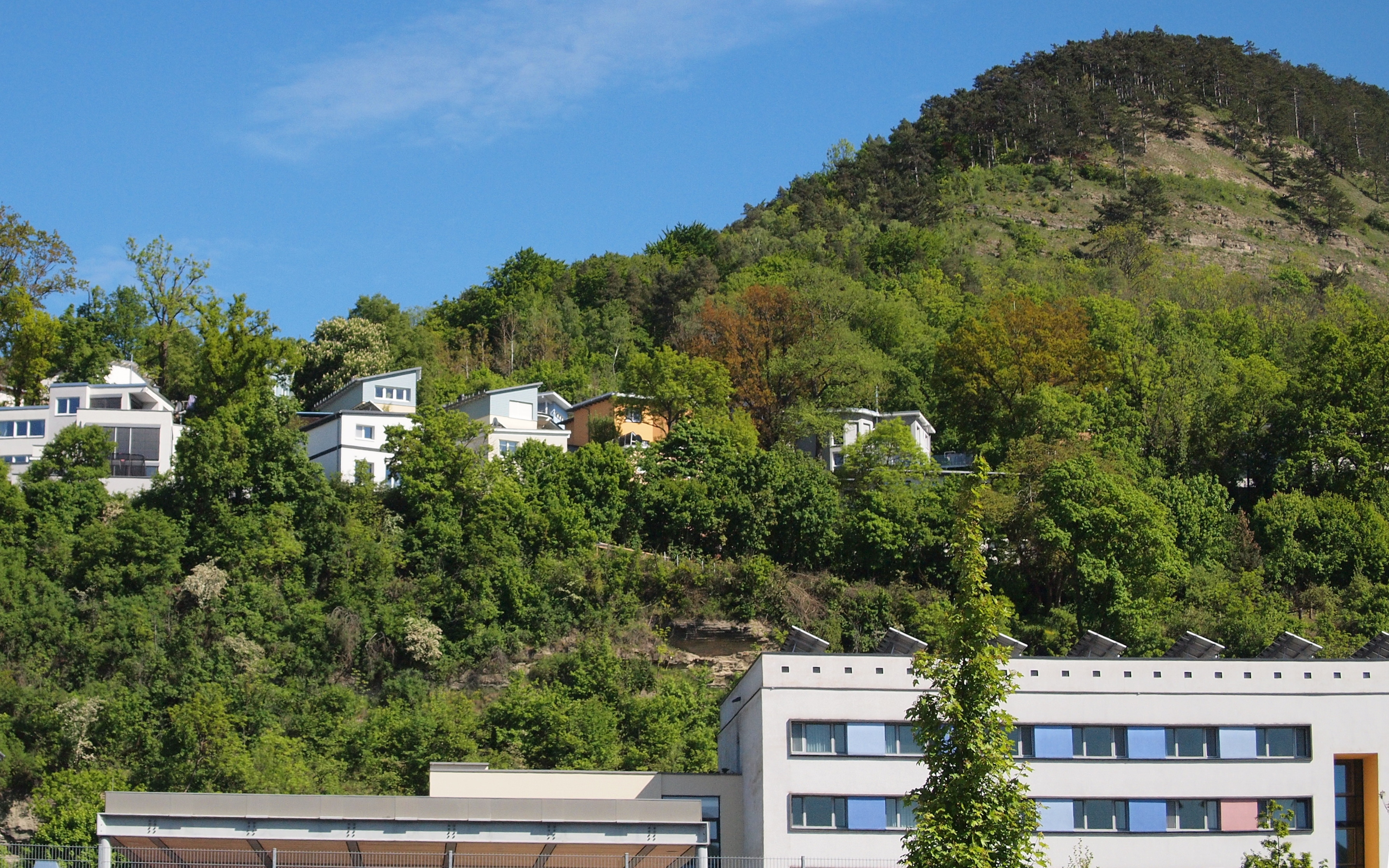
Sophienhöhe und Kernberge vom Tal aus gesehen

Die Sophienhöhe ist eine natürliche Erhebung im Bereich der Jenaer Kernberge auf etwa 200 Metern über NHN. Sie ist benannt nach Herzogin Sophie von Oranien-Nassau, Prinzessin der Niederlande und Frau des Großherzogs Carl Alexander von Sachsen-Weimar-Eisenach. Die erste Erwähnung als ausgebauter Ausflugsort stammt von 1859. Es folgten der Ausbau des Aussichtspunkts durch den örtlichen Verschönerungsverein und der Bau einer Gaststätte. Die Gaststätte wird bis in die 1920er Jahre erwähnt. 
Neben ihrem Erholungswert als Wandergebiet und Aussichtspunkt ist die Sophienhöhe vor allem als früherer Standort der Trüperschen Anstalt bekannt. 

## Sanatorium und Heilerziehung auf der Sophienhöhe
Im Jahr 1890 erwarb Johannes Trüper ein Gebäude auf der Sophienhöhe und richtete ein Heim für rund 100 „seelenpflegebedürftige Kinder“ ein. Er entwickelte dort sein Konzept einer Heilerziehungspflege für Kinder und Jugendliche, die in regulären Schulen keine Aufnahme fanden, weiter. Die Anlage umfasste neben den Sanatoriumsgebäuden auch einen Obstgarten und Werkstätten, in denen die Schüler zu ihrer Förderung mitarbeiteten. Die Einrichtung wurde nach seinem Tode von seinen Söhnen fortgeführt und überstand die Zeit des Nationalsozialismus und der Aktion T4. Im Jahr 1955 wurde das Heim in der DDR verstaatlicht und in eine Sonderschule umgeformt. Circa zehn Jahre später wurde die Schule nach einem Brand am 12./13. Mai 1965
, bei dem mehrere Kinder ums Leben kamen, geschlossen. Die Gebäude wurden vom VEB Carl Zeiss Jena übernommen und als Lehrlingswohnheim genutzt. Nach der Wende wurden die inzwischen leerstehenden und verfallenden Gebäude an die Erben Trüpers zurückerstattet.
Heute (Stand 2023) finden sich auf der Sophienhöhe noch das Grabmal Trüpers und Reste der Gartenanlagen, die öffentlich zugänglich sind. Der Standort der Trüperschen Anstalt wurde ab 2010 mit neuen Wohngebäuden bebaut. 